# VTM GOLD
VTM GOLD is een Vlaamse commerciële televisiezender die op 1 maart 2021 van start ging en te ontvangen is via alle Vlaamse digitale televisiedistributeurs, behalve Scarlet. De zender kwam in de plaats van het opgedoekte CAZ 2.

## Geschiedenis
Bij de herschikking van zijn zenderaanbod door DPG Media in 2020, waarbij de zenders Q2, Vitaya en CAZ vervangen werden door respectievelijk VTM 2, VTM 3 en VTM 4, bleef CAZ 2 buiten schot. Er werd enkel gezegd dat de plannen met deze zender later zouden bekend worden.
Op 17 februari 2021 werd aangekondigd dat CAZ 2 vanaf 1 maart 2021 zou vervangen worden door VTM GOLD. De nieuwe zender zal zich vooral richten op Vlaamse klassiekers die voorheen werden uitgezonden op de VTM-zenders.

## Programma's
Een greep uit het aanbod van VTM GOLD:

### Vlaamse fictie
- Benidorm (1989)
- Bompa (1989)
- Drie Mannen Onder Een Dak (1989)
- Commissaris Roos (1990)
- Familie (1991)
- Ramona (1991)
- Copy Copy (1992)
- Bex & Blanche (1993)
- Meester! (1993)
- Moeder, waarom leven wij? (1993)
- Zomerrust (1993)
- Chez Bompa Lawijt (1994)
- Lili en Marleen (1994)
- Ons geluk (1995)
- Nonkel Jef (1995)
- Wat nu weer?! (1995)
- Slisse & Cesar (1996)
- Diamant (1997)
- Gilliams & De Bie (1997)
- Deman (1998)
- De Makelaar (1999)
- Pa heeft een lief (2000)
- Dennis (2002)
- Hallo België! (2003)
- Team Spirit (2003)
- Rupel (2004)
- Koning van de Wereld (2007)
- De Rodenburgs (2009)
- Jes (2009)
- Tegen de Sterren op (2010)
- Danni Lowinski (2012)
- Crème de la Crème (2013)
- En toen kwam ons ma binnen (2013)
- Zuidflank (2013)
- Vossenstreken (2015)

### Vlaamse reality
- Super 50 (1989)
- Tien om te zien (1989)
- Vakantiekriebels (1993)
- Kriebels (1995)
- Het mooiste moment (1996)
- Binnen zonder Bellen (1996)
- Vinger aan de Poot (2002)
- De Pfaffs (2002)
- De Planckaerts (2003)
- SOS Piet (2004)
- EHBL (2006)
- De keuken van Sofie (2012)

### Internationale reeksen
- Columbo (Verenigde Staten, 1971)
- Are You Being Served? (Verenigd Koninkrijk, 1972)
- M*A*S*H (Verenigde Staten, 1972)
- Starsky and Hutch (Verenigde Staten, 1975)
- Magnum, P.I. (Verenigde Staten, 1980)
- Zeg 'ns Aaa (Nederland, 1981)
- The A-Team (Verenigde Staten, 1983)
- The Golden Girls (Verenigde Staten, 1985)
- Matlock (Verenigde Staten, 1986)
- The Flying Doctors (Australië, 1986)
- Married... with Children (Verenigde Staten, 1987)
- America's Funniest Home Videos (Verenigde Staten, 1989)
- Keeping Up Appearances (Verenigd Koninkrijk, 1990)
- Zorro (Verenigde Staten, 1990)
- Dr. Quinn, Medicine Woman (Verenigde Staten, 1990)
- Home Improvement (Verenigde Staten, 1991)
- NYPD Blue (Verenigde Staten, 1993)
- Walker, Texas Ranger (Verenigde Staten, 1993)
- Baantjer (Nederland, 1995)
- JAG (Verenigde Staten, 1990)
- All Saints (Australië, 1998)
- Sturm der Liebe (Duitsland, 2005)

## Tijdlijn
Geschiedenis van de Vlaamse televisie